# IC 5315
IC 5315 ist eine elliptische Galaxie vom Hubble-Typ E? im Sternbild Pegasus am Nordsternhimmel.
Das Objekt wurde am 23. November 1899 von Stéphane Javelle entdeckt.